# Heroin

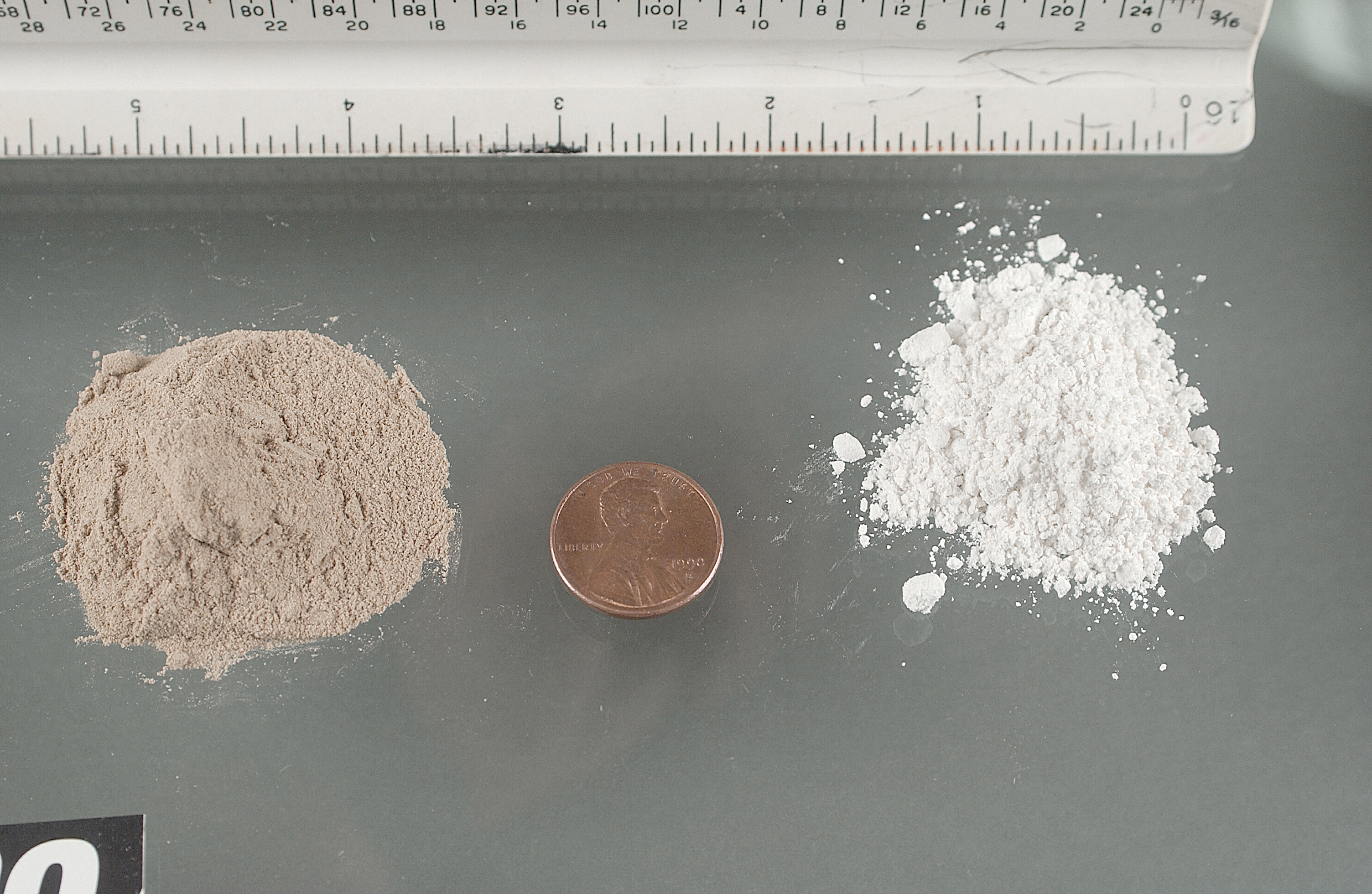
Brunt och vitt heroin i pulverform.

Heroin eller diacetylmorfin är ett narkotikaklassat preparat som kemiskt är besläktat med, och utvinns ur, morfin. Till skillnad från morfin har heroin en högre fettlöslighet, vilket gör att heroinmolekylen (diacetylmorfin) snabbare passerar blod-hjärnbarriären, och ger typiska effekter såsom mycket kraftig eufori samt apati, förstoppning, illamående och eventuell uppkastning, gåshud, sömnlöshet och mios. Det kraftigaste ruset pågår under mindre än 10 minuter tills det övergår i ett vanligt morfinrus som håller i sig cirka 4–5 timmar. Under ruset uppstår en våg av välbehag och tillfredsställelse.
Heroin kan injiceras venöst medelst spruta, men det kan också sniffas genom näsan ("snorta"), administreras rektalt eller rökas genom att heroinet hettas upp och ångorna andas in (s.k "freebasing"). Drogen är mycket beroendeframkallande, både fysiskt och psykiskt.
Heroin är narkotikaklassat och ingår i förteckningarna N I och N IV i 1961 års allmänna narkotikakonvention, samt i förteckning I i Sverige.
Den kemiska summaformeln för heroin är C21H23NO5.

## Historia

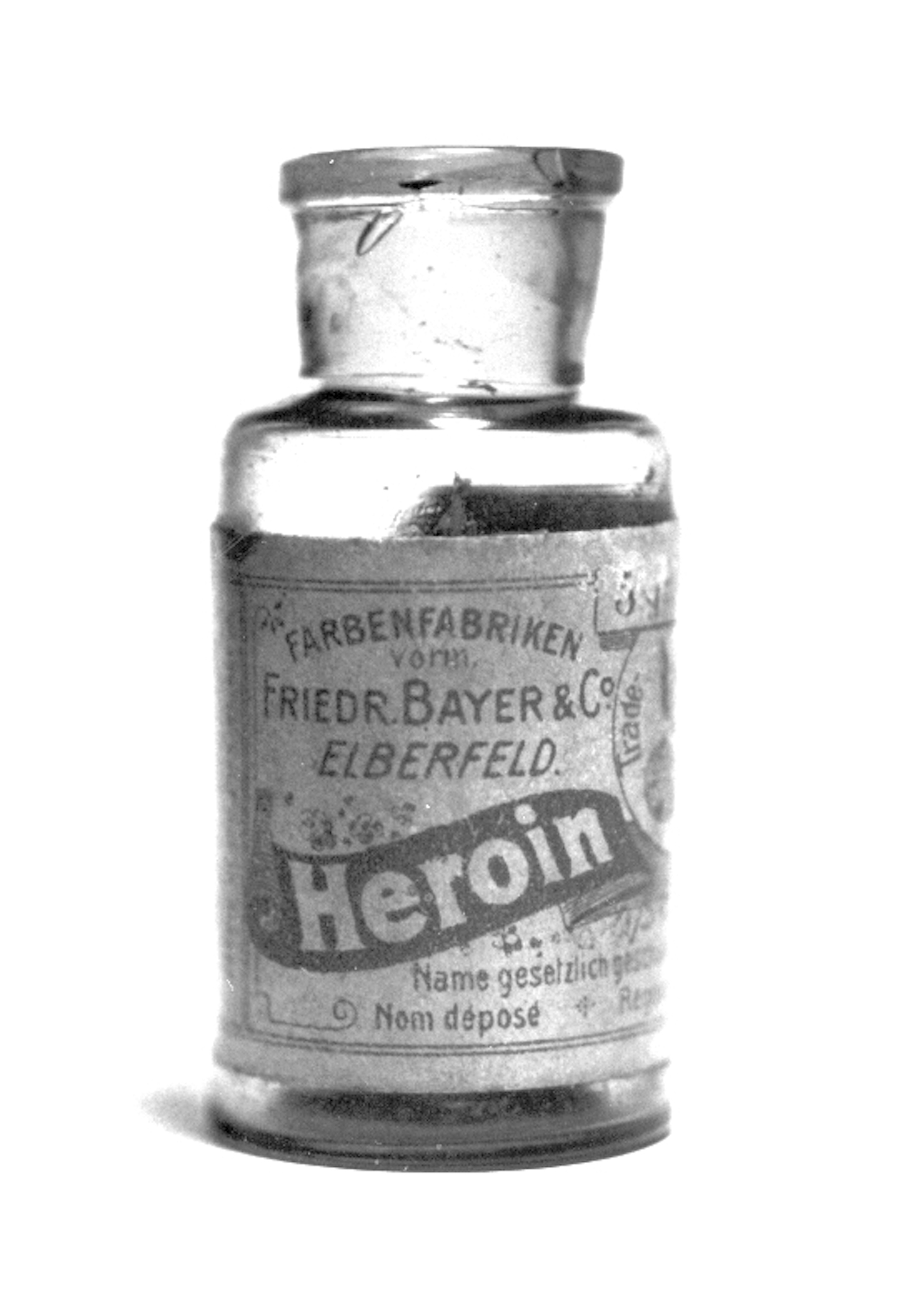
1899 lanserade Bayer AG heroin som ett ofarligt läkemedel.

Heroin började tillverkas av det tyska läkemedelsbolaget Bayer AG 1899 som lanserade det som ett helt ofarligt och icke vanebildande medel för den som var beroende av morfin. Heroin var klassat som läkemedel i Sverige fram till 1964. Från och med 1988 blev själva användningen av narkotika förbjuden i lag och sedan 1993 kan en användare dömas till fängelse.
Det var den brittiske kemisten Charles Robert Alder Wright som år 1874 uppfann diacetylmorfin genom att koka ättika tillsammans med morfin.
Dock var det hans tyske kollega Felix Hoffmann som 23 år senare syntetiserade heroin för medicinskt bruk.
Enligt en spridd uppfattning skulle varumärket Heroin ha baserats på grekiskans ήρως (hjälte) på grund av att konsumenten kände sig euforisk, men detta är inte belagt.
I USA marknadsfördes produkten som hostmedicin på 1920-talet; detta var innan man var medveten om ämnets starka beroendeframkallande effekt. Testpatienter hade beskrivit effekten på ett sätt som fick läkemedelsföretaget att kalla sin nya medicin för heroin, "hjältinna". Medlet har förvisso (liksom morfin) en dämpande egenskap på hosta, men detta är inte ämnets främsta egenskap och som hostmedicin drogs medlet snabbt tillbaka.
Svenska tullen klassificerade tidigare heroinbas som morfin klass III och det vita vattenlösliga heroinsaltet som morfin klass IV. Denna klassificering gäller dock inte längre.

## Tillverkning
Den torkade mjölksaften från opievallmons omogna frökapsel kallas opium. Ur detta kan man utvinna ett ljusgult, kristalliskt pulver, morfin. Utvinning av heroin ur morfin sker i två steg: först framställs heroinbas genom att upphetta morfinet med ättiksyraanhydrid. 
Ur heroinbasen kan sedan heroinhydroklorid framställas genom användning av saltsyra.
Med rökheroin menas att röka den brunaktiga heroinbasen. Heroinbasen kallas även brown sugar. Heroinbas är olösligt i vatten och för att injicera heroinbas måste en syra tillsättas. Detta sker samtidigt som drogen tillreds för injektion. Vanligt är att använda askorbinsyra eller citronsyra, varvid de vattenlösliga salterna heroinaskorbat respektive heroincitrat bildas.

## Användning

### Kända effekter
Effekten vid användning beror på om användaren har använt heroin förut. Första gångerna man intar heroin är kräkningar vanliga, samtidigt som ruset innebär en känsla av eufori, lugn, minskad smärta, kraftigt minskad ångest, och personen känner en varm våg av lättnad och intensivt välbefinnande. Vid stora doser känner användaren sig varm, är omväxlande pigg och sömnig och känner sig ofta torr i munnen. Ögats pupiller krymper till ungefär ett knappnålshuvuds storlek. 

### Biverkningar
Heroin är extremt beroendeframkallande,[källa behövs] och den som har utvecklat ett fysiskt beroende måste fortsätta använda heroin för att slippa abstinensbesvär som muskelvärk, kallsvett, diarré, illamående, feber, kramper, gåshud och sömnlöshet. Det fysiska beroendet orsakas av heroinets inverkan på det centrala nervsystemets opioidreceptorer, vilka är mål för de naturligt förekommande endorfinerna. Heroinet tar endorfinernas plats och gör brukaren lika beroende av heroinet som alla människor är beroende av det kroppsegna endorfinet. Den som är en regelbunden användare kan få abstinensbesvär bara några timmar efter senaste doseringen. Se även drogutlösta psykiska störningar och drogutlöst psykos.
Förutom beroende är de kända biverkningarna förstoppning, svårighet att urinera, andningsdepression, risk för överdosering, minskning av pupillens diameter mios, mensrubbningar, minskad sexlust, kräkningar utan illamående av den typ som drabbar alkoholister. Heroin har dock liten eller ingen påverkan på de kroppsliga organen som levern eller njurarna. (Dock påverkar det centrala nervsystemet i den grad att kroppens egen endorfinproduktion nästan eller helt upphör.) Livet som många heroinister lever är skadligt. Prostitution, våld, stölder och konstanta på- och avtändningar förekommer ofta då heroinmissbruket blir en stor del av användarens liv. 
Efter ett par minuter har kroppen brutit ner heroinet till 6-acetylmorfin och morfin, så själva effekten är efter de första minuterna i stort sett den samma som ett morfinrus. Den stora skillnaden ligger i den första kraftiga vågen av euforiskt välbefinnande som heroin ger strax efter injektionen. Morfin ger också en stor våg av eufori och välbefinnande, men inte lika intensiv som diacetylmorfin (heroin) ger.

### Undernäring
Ett stort problem av långvarigt opiat/heroinmissbruk är den sekundära effekten på kroppen orsakad av malnutrition. Undernäringen leder i sig till skador på kroppen. För att kronisk substansanvändning påverkar en persons näringsstatus och kroppssammansättning genom minskat intag, näringsupptag och dysreglering av hormoner som förändrar mekanismerna för mättnad och matintag. En annan viktig faktor till undernäring är att personer med sämre ekonomi ofta väljer att spendera sina sista pengar på droger än att få i sig tillräckligt med mat. Framförallt gäller det näringsrik mat som bland annat viktiga proteiner och omättade fetter. Människor som är beroende av opiater ersätter ofta protein och fett med måltider som innehåller mycket socker och alkohol. Dessa har låga halter av viktiga näringsämnen, vilket är en källa till tomma kalorier.

### Blodsmitta
Då många användare lever i miljöer som inte gynnar ett säkert användande av heroin kan de utsättas för betydliga risker. Man kan få bl.a. HIV/AIDS och Hepatit C om man delar sprutor, lösningskopp/sked, tussar/filter och/eller vatten för rengöring av sprutor och kanyler med en annan missbrukare som har någon sjukdom som smittar via blodkontakt. En annan riskfaktor med intravenös administrering av heroin eller andra droger är risken för blodförgiftning om inte injektionsstället rengjorts tillräckligt.

### Överdosering
Användaren kan också missbedöma sin toleransnivå och överdosera, vilket kan förlama och slår ut andningsreflexen (andningsdepression) och kan leda till kvävning om användaren inte får snabb hjälp. Detta är särskilt farligt efter "avtändningar" med drogfria perioder då missbrukarens tolerans mot drogen sänkts, vilket gör det extra svårt att dosera "rätt" om/när heroinisten återfaller i missbruk.
Akut förgiftning med heroin är ofta del i en blandintoxikation med alkohol, andra droger och/eller narkotikaklassade läkemedel, framförallt lugnande medel, s.k. bensodiazepiner (t.ex. Flunitrazepam, Alprazolam m.fl.). Anledningen till detta riskfyllda blandmissbruk av både heroin och bensodiazepiner är att de signifikant ökar och förlänger heroinets effekt och rus. Båda substanserna kan även förstärka varandras biverkningar, exempelvis andningsdepression, vilket gör denna kombination högst riskfylld.

## Handel och pris

Produktionsområden för heroin. "Gyllene halvmånen" och "Gyllene triangeln" syns på kartan.

Råopiumet som är basen till heroin odlas i Afghanistan, Pakistan eller Sydostasien. Enligt FN cirkulerar uppskattningsvis 450 ton heroin på världsmarknaden varje år. Afghanistan står för 93% av världsproduktionen, under talibanregeringen minskade produktionen och priset steg kraftigt. Den illegala marknaden för heroin är enorm över hela världen. I Afghanistan infördes ett förbud mot odling av opievallmo av talibanerna 2001, och produktionen minskades med 95%. Detta kan ha varit manipulation av marknaden för ögat, eftersom både mujahedin och de olika krigsherrar som kom att representera talibanerna hade tidigare använt heroinproduktionen som inkomstkälla. Under talibanstyret var 1999 ett rekordår för produktion av opievallmo, med en gröda i hela 4500 ton. Detta var ungefär tre fjärdedelar av den globala produktionen vid tidpunkten. Torkade opiater kan lagras en längre tid, även utan tillgång till kylutrustning och resultatet av förbudet var en enorm prishöjning av heroin. Detta kan ha gett stora summor till talibanernas ledarskap och därmed har bidragit till att finansiera 9/11. Efter talibanernas fall, har produktion nu i områden som kontrolleras av talibanerna, återvänt till rekordnivåer. Amerikanska styrkor har dock i samarbete med FN och afghanska ledare, inklusive guvernören i Balkh, Ustad Atta Mohammad Noor, haft framgång med att utrota opievallmo norra Afghanistan. I Balkh-provinsen, har området som användes för odling av opievallmo minskat från 7.200 hektar år 2005 till 0 hektar under år 2007. På andra områden har detta misslyckats på grund av korruption bland afghanska tjänstemän och ovilja bland civilbefolkningen att byta till andra grödor. Merparten av produktionen sker nu i områden som kontrolleras av talibanerna som använder heroinproduktion för att finansiera fortsatt krig och terrorism. Detta är ett stort problem, eftersom avlägsnandet av opievallmo i vissa områden ger en ökad inkomst för de producerar fortfarande. Opiumvallmo odlas också i Mellanöstern, Pakistan och i östra Asien, särskilt i Myanmar, Thailand, Vietnam, Laos och Yunnan-provinsen i Kina. Det odlas också opievallmo i Sinaloa-provinsen i Mexiko och i Colombia.
De största marknaderna för heroin är Europa och Nordamerika. Transport av heroin till Europa går främst genom Turkiet, men också via Ryssland.
En ordinär dagsdos ligger på mellan 0,3 gram och 1,5 gram.

## Historia
Heroin tillverkades första gången kommersiellt av läkemedelsföretaget Bayer 1895. De acetylerade morfin, på samma sätt som de strax innan hade acetylerat salicylsyra och tillverkat substansen acetylsalicylsyra, för att minska på biverkningarna som salicylsyra har.. Bayers avsikt var att få ett läkemedel med samma egenskaper som morfin men som inte hade dess biverkningar (bland annat beroendeframkallande och förstoppning), och under ca 10 år marknadsfördes och såldes heroin som en hostmedicin åt bland annat tuberkulospatienter.

## Medel för att bryta heroinberoende
År 2012 fanns två olika substanser i läkemedel registrerade för behandling av beroenderubbningar vid opiatproblematik: buprenorfin (saluförs i Sverige under namnet Subutex och Suboxone) samt metadon. Metadonbehandlingsprogram finns i Stockholm, Uppsala, Göteborg, Malmö, Helsingborg, Kristianstad, Landskrona, Lund, Växjö och Karlskrona. Dessa medel är båda halvsyntetiska opioider. Fördelen för både missbrukaren och samhället ligger i metadonets mycket långa halveringstid (17-57 timmar)  så att istället för att behöva jaga pengar för att injicera heroin (med alla risker detta innebär) får missbrukaren dricka en personligt inställd dos metadon per dag. Efter en tid upplever metadonpatienten därefter varken ett påtagligt rus eller obehag. Preparatet Suboxone har lanserats, då Subutex visat sig möjligt att injiceras. Suboxone innehåller liksom Subutex ämnet buprenofin men även ett annat ämne, naloxon som blockerar en eventuell "kick" om det likväl skulle injiceras. Subuxone ersätter nu oftast Subutex.
Subutex/Subuxone kan inte kombineras med metadonbehandling då dessa är så kallade kemiska antagonister. Får en metadonpatient i sig buprenofinpreparat blir denne omgående abstinent. Det samma gäller en opioidkonsument som brukar bupreonorfinbaserade läkemedel innan abstinensfasen har uppträtt.
I flera länder finns kliniker för behandling mot heroinberoende med hjälp av Ibogain. Ibogain är en indol-alkaloid med antiaddiktiva och hallucinogena egenskaper som visat sig effektiv mot beroenden av opiattyp genom ett minskat sug efter opiater, samt genom att större delen av abstinenssymptomen försvinner.